# 民族解放軍 (コロンビア)

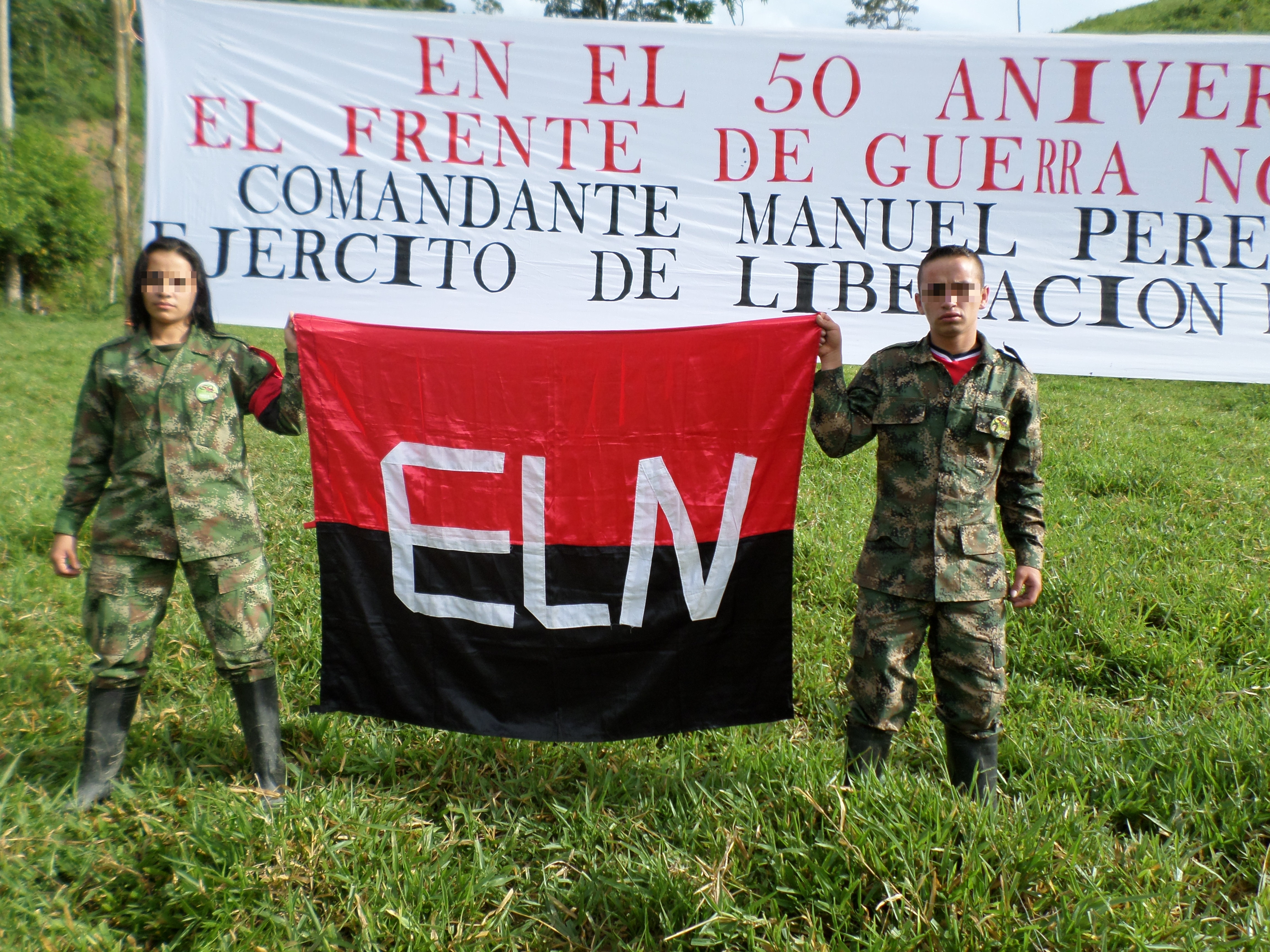
ELNの旗を掲げる若者。

民族解放軍（みんぞくかいほうぐん スペイン語: Ejército de Liberación Nacional、略称ELN）は、コロンビア国内に展開する反政府極左武装組織。マルクス・レーニン主義による親キューバ、反アメリカ路線を標榜し都市部のインテリ、中間層が構成員の中心である。

## 概要
1963年にキューバ革命の影響を受けた大学生たちがキューバに渡って訓練を受け「ホセ・アントニオ・ガラン解放旅団」を結成した。
翌年、民族解放軍に改組されゲリラ活動を開始。軍、警察への直接攻撃よりも石油地帯を攻撃することによって体制に間接的に打撃を与えた。カリブ海へ石油を送る油送管を狙って破壊活動を繰り返し石油産業を脅して金の巻き上げ、麻薬や誘拐も資金源としていた。一時は、約5,000人から6,000人の勢力を有し、コロンビア国内の反政府勢力としてはコロンビア革命軍（FARC）に次ぐ、2番目の規模に成長したものの、冷戦の終了や2000年代以降のコロンビア政府軍の巻き返し、コロンビア自警軍連合の攻撃で徐々に勢力は衰退。このためコロンビア革命軍と共闘するようになり依存を深めていったが、2010年頃には2,500人程度となった。
この頃から政府側は、コロンビア革命軍と進めていた和平交渉と平行して、民族解放軍側へも接触を開始。2013年8月には、サントス大統領自らが和平交渉を開始する用意があると発表。これに対応するように2015年1月、民族解放軍側も政府との正式な和平交渉に臨む用意があるとの声明を発表している。
2017年9月、コロンビア政府はELNと2017年10月1日～2018年1月12日の停戦で合意したと発表した。ローマ法王フランシスコの同国訪問に対応して、和平ムードを盛り上げる狙いがある。しかしELNは、和平交渉は継続するが停戦は延長しない旨主張し、停戦期間終了直後には、石油パイプラインに対する爆弾テロを実行した。
その後、2018年5月にはキューバ政府の仲介による和平交渉も開始されたが、同年9月、ドゥケ大統領が和平交渉再開のために提示した条件（人質の全員解放、「犯罪活動」の停止）について、ELNは受け入れられないとする声明を発表。その後も、ELNは紛争の政治的解決を求める声明を発出する一方で、軍や警察、石油インフラなどを標的としたテロを引き続き行っている。なお、ドゥケ大統領は、2018年9月にベネズエラがゲリラを支援していると非難した。
2019年1月17日、ELNは首都ボゴタの警察学校を爆破し、22人が死亡、89人が負傷した事件で犯行声明を出した。これを受けて、コロンビア政府はキューバ政府に同国滞在中のELN幹部の身柄引き渡しを要請した。
2022年11月17日、コロンビア政府はELNとの和平交渉を21日からベネズエラの首都カラカスで再開すると発表した。ELNは1964年結成の親キューバ系左翼ゲリラ組織。21年9月時点の構成員は約2400人。
2023年1月1日までに、コロンビアのグスタボ・ペトロ大統領は、民族解放軍（ELN）との停戦で合意したと発表した。期間は1月1日から6月30日まで。交渉に応じて延長可能で、他の反政府武装勢力も停戦に応じた。
2023年6月9日、コロンビア政府はELNと6ヵ月間の停戦で合意したと発表した。8月3日から正式な停戦に入る。ペトロ大統領は「数十年にわたり武器で相互に殺し合うという世界は、終わりにしなければならない」と述べた。
2025年1月17日、ELNはコロンビア政府との和平交渉を打ち切り、ベネズエラとの国境に近いノルテ・デ・サンタンデール県カタトゥンボで攻撃を開始した。同県知事によれば、ELNの攻撃で20人近くが負傷した。コロンビア政府のオンブズマン機関が18日に発表した報告では、ELNとの和平交渉に関与した自治体の首長を含む7人が死亡した。また、ELNはカタトゥンボの複数の町を襲撃、和平交渉に関係した3人を誘拐した。ELNは2016年に武装解除したコロンビア革命軍（FARC）の残党とコカイン生産地を巡り抗争を続けており、19日までに民間人を含む少なくとも80人以上が死亡、数千人が避難した。ELNは18日、声明で「FARC残党が民間人への攻撃を続ければ、武力以外に解決方法はない」と述べた。ELNとコロンビア政府の和平交渉は、過去5回すべて失敗に終わっている。

## 関連人物
- カミロ・トーレス・レストレポ